# Zone (EP)
Zone es el primer EP de la cantante surcoreana Jihyo, miembro del grupo Twice. El miniálbum fue lanzado el 18 de agosto de 2023 por JYP Entertainment y Republic Records, y contiene siete pistas, incluido el sencillo principal titulado «Killin' Me Good».

## Antecedentes
En abril de 2023, antes del anuncio de su primer trabajo musical, Jihyo interpretó una canción inédita, «Nightmare», en la gira mundial Ready to Be World Tour de Twice, lo que generó especulaciones de que pronto haría un debut en solitario. El 5 de junio de 2023, Twice insinuó un proyecto misterioso que se lanzaría en agosto con el texto «Killin 'Me Good» inscrito en la imagen teaser a través de sus páginas de redes sociales. Los fanáticos especularon si el teaser estaba relacionado con el regreso del grupo o el debut en solitario de Jihyo. El 9 de junio de 2023, Twice confirmó el debut en solitario de Jihyo al revelar otro adelanto de «Killin' Me Good», convirtiéndola en la segunda integrante de Twice en debutar en solitario oficialmente, luego de Nayeon en junio de 2022. El 26 de junio de 2023 se reveló oficialmente que su primer EP llevaría por título Zone, incluyendo su sencillo principal «Killin 'Me Good».

## Lanzamiento y promoción
Zone se lanzó el 18 de agosto de 2023 en CD disponible en cuatro versiones, incluido un Digipak y en servicios de streaming de música. Los pedidos anticipados para el EP en tres versiones comenzaron el 18 de julio de 2023. Las tres versiones del EP estuvieron disponibles en Amazon. Al mismo tiempo, varias inclusiones de álbumes estaban disponibles exclusivamente en la tienda en línea de Twice, la tienda de JYP Entertainment, Target, Walmart y Barnes & Noble. Los pedidos anticipados para la versión Digipak comenzaron el 1 de agosto de 2023.
El 22 de julio de 2023, se publicó un cronograma a través de las páginas de redes sociales de Twice que indicaban las fechas de lanzamiento del contenido promocional. Dos conjuntos consecutivos de adelantos del sonido de «Killin' Me Good» fueron revelados el 29 y 30 de julio respectivamente, mostrando la producción musical del sencillo utilizando Pro Tools. El 31 de julio de 2023, JYP Entertainment reveló la lista de canciones del EP y lanzó un tercer spoiler de «Killin 'Me Good» con Jihyo tarareando la melodía de la canción en un estudio de grabación casero. El 2 de agosto de 2023, se dio a conocer el tráiler de apertura de Zone. El 11 de agosto de 2023, se lanzó el vídeo de adelanto del miniálbum.

## Lista de canciones
| CD / Descarga digital |                                     |                           |                                                                            |                            |          |  |
| N.º                   | Título                              | Letras                    | Música                                                                     | Arreglos                   | Duración |  |
| 1.                    | «Killin' Me Good»                   | J.Y. Park                 | Marucs Lomax, Melanie Fontana, GG Ramirez, Lindgren                        | Lindgren, J.Y. Park        | 3:05     |  |
| 2.                    | «Talkin' About It» (feat. 24kGoldn) | Melanie Fontana, 24kGoldn | Jihyo, 24kGoldn, earattack, Melanie Fontana, Lindgren                      | earattack, Lindgren        | 2:50     |  |
| 3.                    | «Closer»                            | Jihyo                     | Rykeyz, Jae Stephens, Dewain Whitmore, Marty Rod                           | Rykeyz, Marty Mario        | 2:35     |  |
| 4.                    | «Wishing on You»                    | Jihyo, Young              | Shawn Wasabi, Softserveboy, Matthew Lewin, Mica Tenenbaum, Brandon Colbein | Softserveboy, Shawn Wasabi | 3:14     |  |
| 5.                    | «Don't Wanna Go Back» (con Heize)   | Jihyo, Heize              | Jihyo, Heize, earattack, Nikki Flores                                      | earattack                  | 3:42     |  |
| 6.                    | «Room»                              | Jihyo                     | Jihyo, earattack                                                           | earattack                  | 2:57     |  |
| 7.                    | «Nightmare»                         | Jihyo                     | Jihyo, earattack                                                           | earattack                  | 3:35     |  |
| 21:58                 |                                     |                           |                                                                            |                            |          |  |

## Historial de lanzamiento
| País          | Fecha                | Formato                         | Sello                               |
| ------------- | -------------------- | ------------------------------- | ----------------------------------- |
| Varios        | 18 de agosto de 2023 | CD, descarga digital, streaming | JYP Entertainment, Republic Records |
| Varios        | 18 de agosto de 2023 | Digipak                         | JYP Entertainment, Republic Records |
| Corea del Sur | 21 de agosto de 2023 | Álbum digital                   | JYP Entertainment, Republic Records |